# Slowly Rolling Camera
Slowly Rolling Camera je velšská hudební skupina. Vznikla v roce 2013 v Cardiffu. Jejími členy jsou klávesista Dave Stapleton, bubeník Elliot Bennett a producent Deri Roberts. Dříve ve skupině působila také zpěvačka Dionne Bennett. Své první (eponymní) album skupina vydala v únoru roku 2014 (vydavatelství Edition Records). Album bylo neúspěšně nominováno na cenu Welsh Music Prize. V listopadu téhož roku vyšlo čtyřpísňové EP s názvem Into the Shadow. Po odchodu Dionne Bennett kapela vydala své třetí album nazvané Juniper, které je zcela instrumentální.

## Diskografie
- Slowly Rolling Camera (2014)
- Into the Shadow (2014)
- All Things (2016)
- Juniper (2018)
- Where the Streets Lead (2021)
- Flow (2023)
- Silver Shadow (2024)